# Parc national de Lorentz
Pour les articles homonymes, voir Lorentz.
Le parc national de Lorentz est  un parc national situé dans la province indonésienne de Papouasie (moitié occidentale de la Nouvelle-Guinée). Avec une superficie de 25 056 km2, c'est le plus grand parc national d'Asie du Sud-Est. En 1999, Lorentz a été ajouté à la liste du patrimoine mondial de l'UNESCO.
Lorentz est un des parcs nationaux les plus riches du monde sur le plan écologique. C'est la seule réserve naturelle en Asie-Pacifique à offrir toute la gamme d'écosystèmes, des zones marines aux glaciers, en passant par la mangrove, les zones marécageuses et la forêt. À 4 884 mètres, le Puncak Jaya (ancien Carstensz) est le sommet montagneux le plus élevé entre l'Himalaya et les Andes.
Birdlife International a déclaré le parc de Lorentz “probablement la plus importante réserve de Nouvelle-Guinée”.
Le parc de Lorentz contient de nombreuses zones non répertoriées et non explorées.

## Histoire
Le parc est nommé en l’honneur de Hendrikus Albertus Lorentz, un explorateur néerlandais qui est passé par la région lors de son expédition de 1909-1910.
La première protection formelle d’une zone centrale de 3 000 km² du paysage de Lorentz a été appliquée par le gouvernement colonial néerlandais en 1919 avec la création du monument naturel de Lorentz. En 1978, le gouvernement indonésien a créé une réserve naturelle intégrale d’une superficie de 21 500 km². Le parc national de Lorentz a été créé en 1997, avec une superficie totale de 25 056 km², y compris une extension vers l’est et des zones côtières et marines.

## Faune
Le parc national de Lorentz compte 630 espèces d’oiseaux répertoriées (environ 95% du nombre total d’espèces d’oiseaux en Papouasie) et 123 espèces de mammifères. Les oiseaux comprennent deux espèces de casoars, 31 espèces de colombes et de pigeons et 60 espèces de martins-pêcheurs. Six espèces d’oiseaux sont endémiques des montagnes enneigées, dont la caille de montagne et le miro des rochers, 26 espèces sont endémiques des chaînes de Papouasie centrale tandis que trois sont endémiques des basses terres de Papouasie du Sud. Parmi les espèces menacées, on compte le casoar à casque, le rat laineux alpin, le goura de Scheepmaker (ou pigeon couronné du sud), le perroquet de Pesquet, le canard de Salvadori et le méliphage de Macgregor.

Les espèces de mammifères comprennent l’échidné de Bruijn, l’échidné à nez court et quatre espèces de couscous ainsi que les wallabies, les dasyures (ou chats-marsupiaux) et les kangourous arboricoles. Endémique de la chaîne de Sudirman est le dingiso (ou dendrolague), une espèce de kangourou arboricole qui n’a été découverte qu’en 1995.

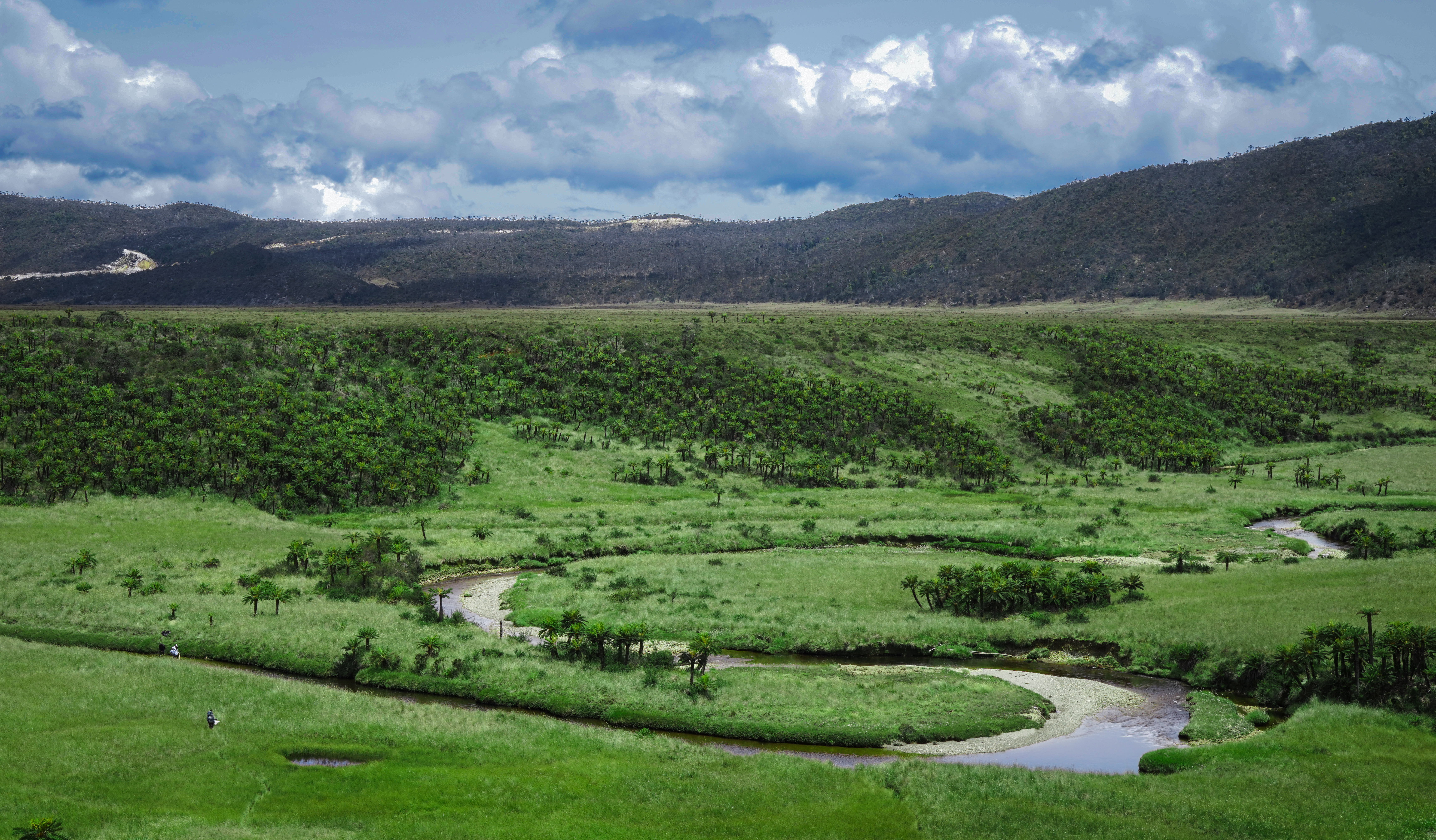
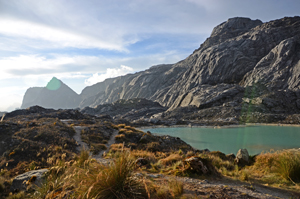
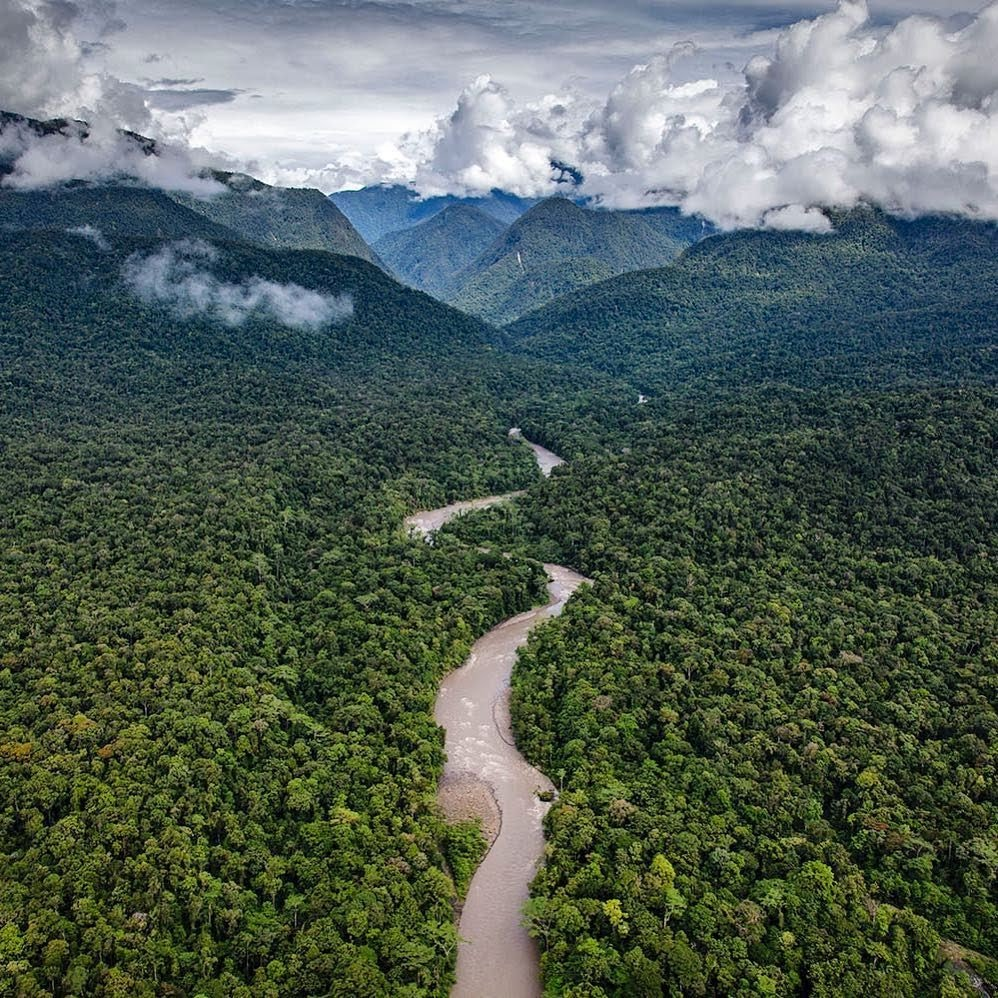
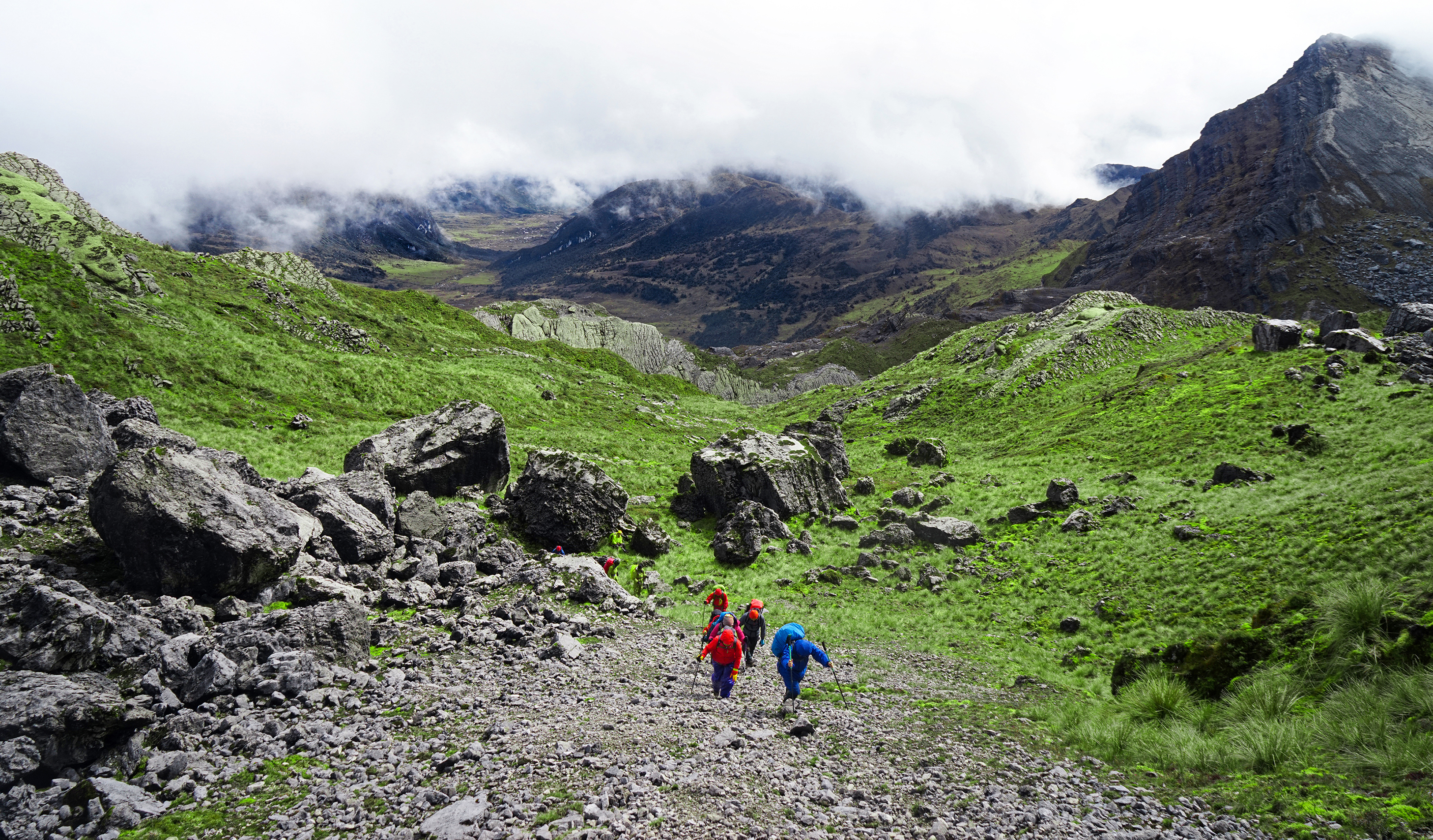
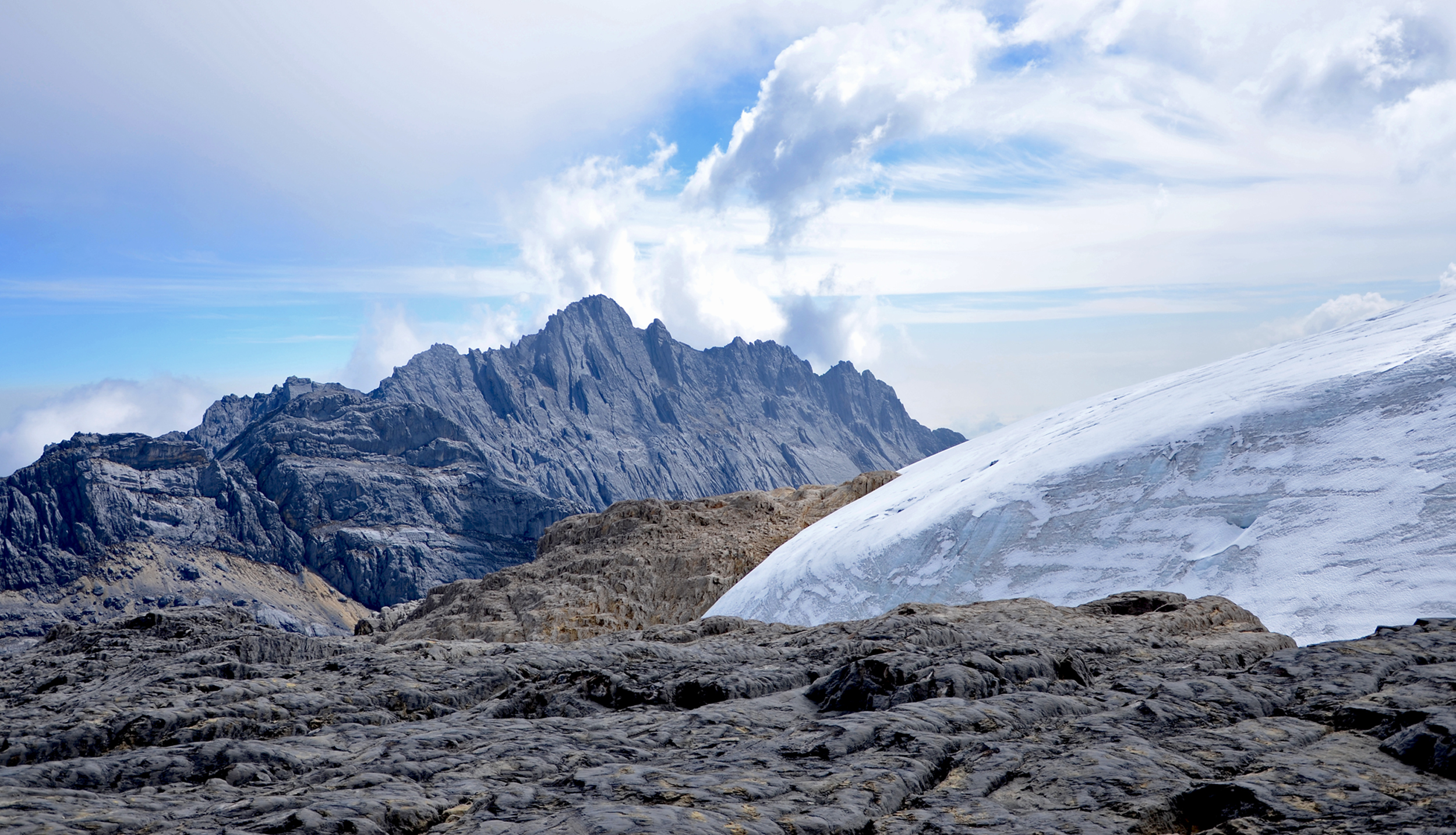
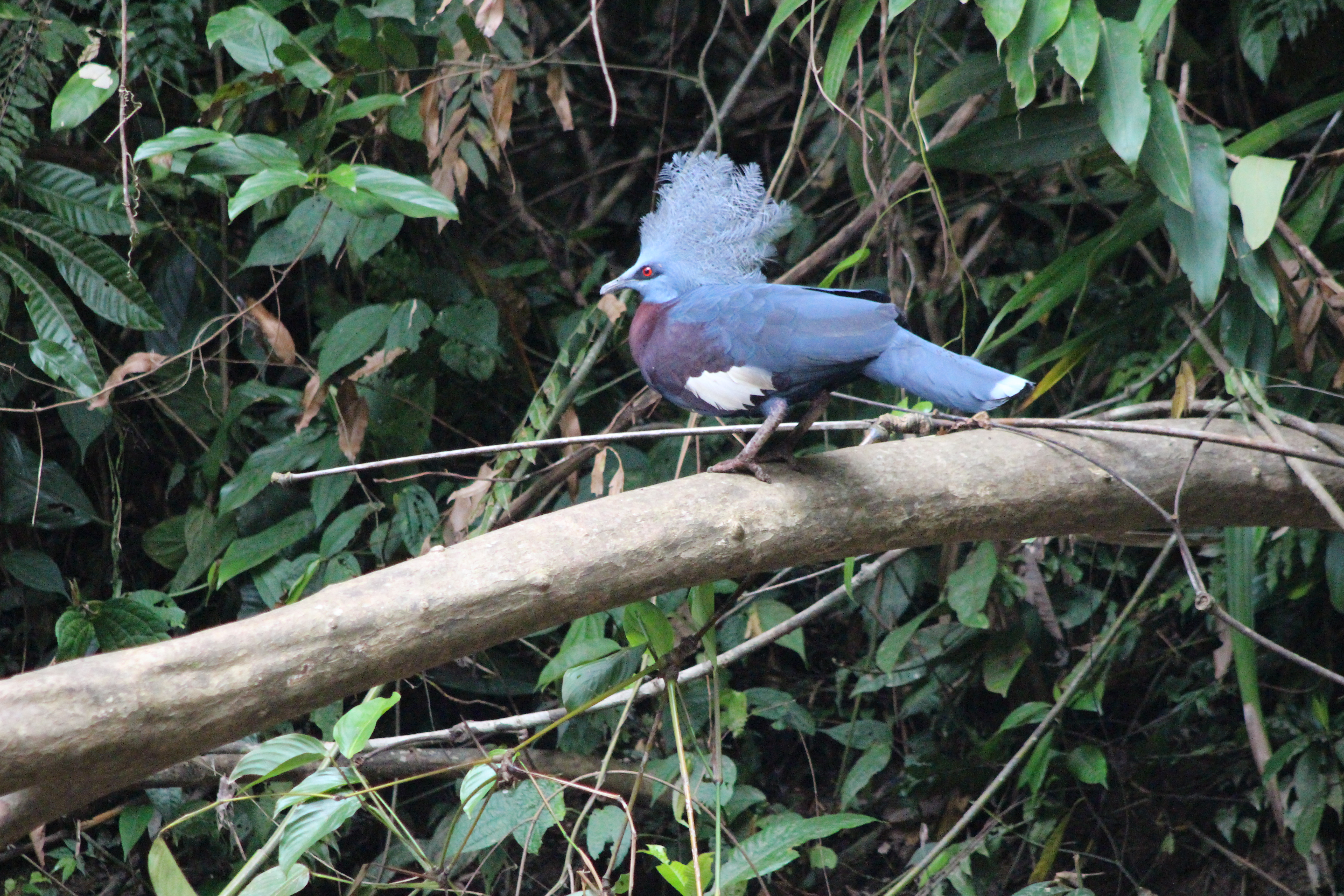

## Les populations

Carte des peuples du parc.

Les forêts du parc de Lorentz s'étendent sur les terres traditionnelles de nombreux groupes ethniques qui y habitent depuis plus de 25 000 ans, dont les Asmat, les Amungme et les Dani. Les estimations de la population actuelle varient entre 6 300 et 10 000 personnes. Les stratégies de gestion du parc devront donc prendre en compte les aspirations de ces populations pour pouvoir efficacement protéger sa biodiversité. La préservation de la diversité culturelle doit donc être un autre objectif de la gestion du parc.

## Menaces

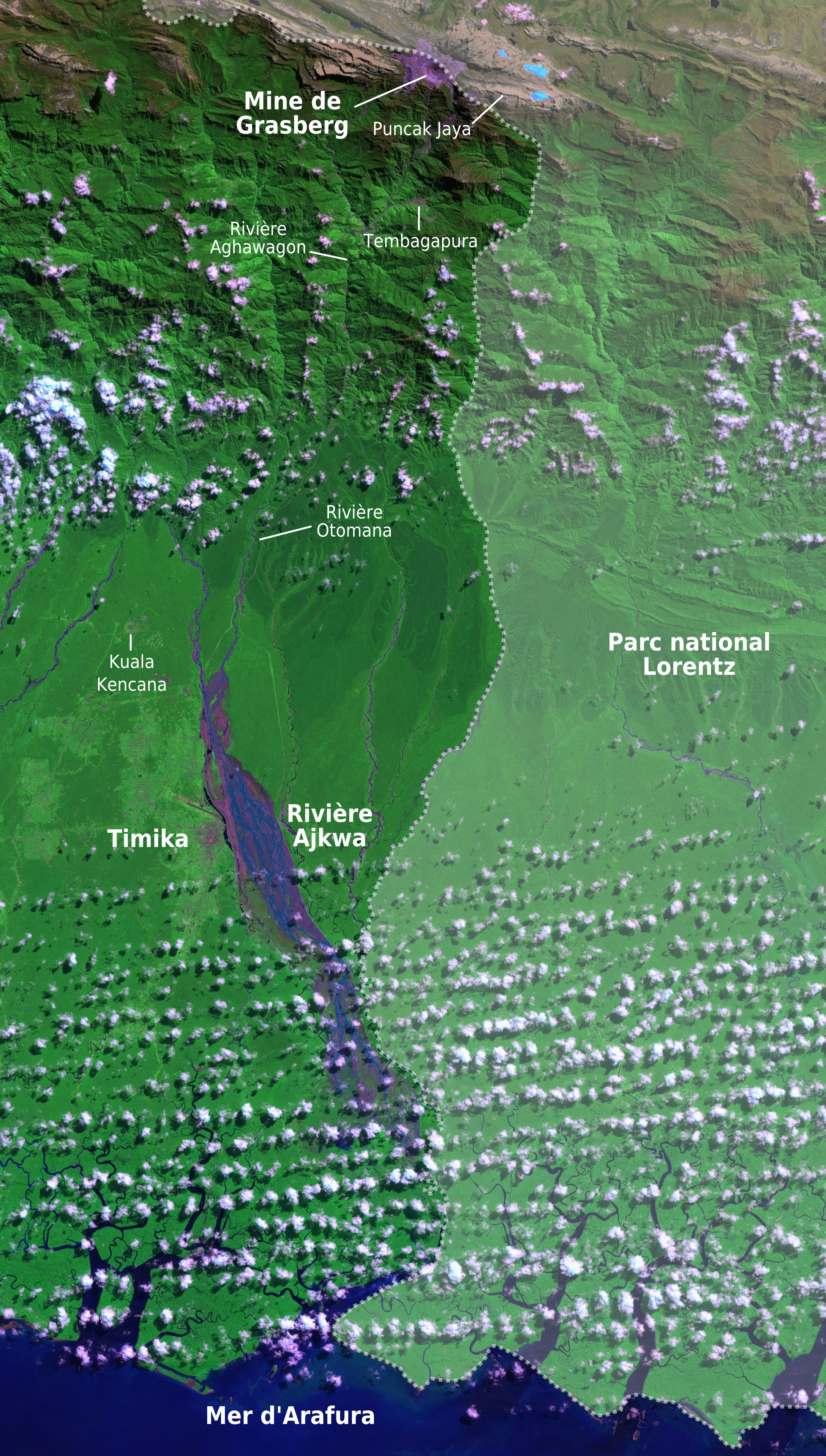
Image satellite d'une partie de la Papouasie montrant le Puncak Jaya et la mine de Grasberg (en haut) et les rejets miniers dans la rivière Ajkwa à la limite du parc national de Lorentz.

Les principales menaces à la biodiversité de Lorentz proviennent de l'exploitation forestière, de la conversion de forêts en plantations et en cultures, de l'exploitation minière (mine de Grasberg) et pétrolière et du braconnage d'espèces protégées. Le changement climatique est une nouvelle menace.
En 2005, il n'y a pas eu de rapport d'exploitation forestière ou autres menaces importantes à l'intérieur du parc. Il n'y a pas de projet de conversion de forêts, et l'agriculture a un impact minimal.
En revanche, le trafic d'espèces protégées est un problème sérieux.
Une grande mine de cuivre et d'or est en exploitation depuis des décennies à l'ouest et au nord du parc, mais il n'y a pas d'activité à l'intérieur du parc. De l'exploration pétrolière est menée à l'intérieur et au nord-est du parc.
L'état général actuel de la biodiversité du parc de Lorentz est excellent. Les différents types d'exploitation sont néanmoins une menace, ainsi que le changement climatique.

## Protection

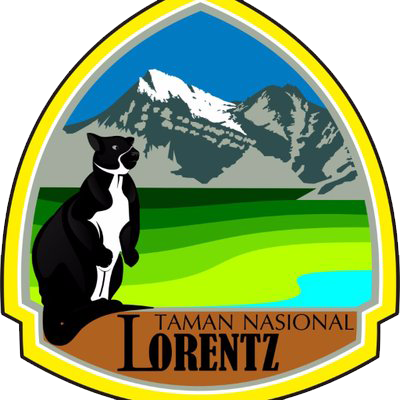
Logo du parc

En 2005, il n'y avait pas de garde ni de personnel affecté à Lorentz. Cela dit, le succès du parc dépend largement du soutien des populations locales. De nombreuses organisations de protection de la nature travaillent dans la région de Lorentz.